# 드래곤 에이지: 더 베일가드
드래곤 에이지: 더 베일가드(Dragon Age: The Veilguard)는 바이오웨어가 개발하고 일렉트로닉 아츠가 배급한 2024년 액션 롤플레잉 게임이다. 이 게임은 드래곤 에이지 프랜차이즈의 네 번째 주요 게임이자 드래곤 에이지: 인퀴지션 (2014)의 후속작이다. 이야기는 커스터마이징 가능한 플레이어 캐릭터인 룩이 요정 사기꾼 신인 솔라스가 세상을 멸망시키는 것을 막는 과정을 따른다. 그 과정에서 룩은 우연히 다른 두 명의 비도덕적인 요정 신들을 해방시키고 그들이 세상을 정복하는 것도 막아야 한다. 전작과 마찬가지로 플레이어 캐릭터는 3인칭 시점에서 조종되지만, 베일가드는 인퀴지션의 오픈 월드 대신 패스트 트래블을 통해 접근하는 개별 레벨을 택하며 전투는 새로운 콤보 능력 시스템을 강조한다.
이 게임은 2015년에 개발을 시작했으며, 긴 지연과 직원 변경의 영향을 받았다. 원래 라이브 서비스 게임으로 기획되었으나, EA의 스타워즈 제다이: 오더의 몰락 (2019)의 성공 이후 싱글 플레이어 타이틀로 재구상되었다. 게임의 전투 방식은 소니의 갓 오브 워 (2018)의 영향을 받았다. 이 게임은 원래 2022년에 드래곤 에이지: 드레드울프로 발표되었다가 2024년 6월에 드래곤 에이지: 더 베일가드로 이름이 변경되었다.
드래곤 에이지: 더 베일가드는 2024년 10월 31일 플레이스테이션 5, Windows, Xbox Series X/S로 출시되었다. 2024년 말까지 150만 명의 플레이어에 도달한 베일가드는 일렉트로닉 아츠의 이전 싱글 플레이어 게임들을 능가했지만, 배급사의 기대에는 미치지 못했다. 이 게임은 평론가들로부터 대체로 긍정적인 평가를 받았다. 베일가드는 36회 GLAAD 미디어 어워드에서 최우수 비디오 게임을 수상했으며, 더 게임 어워즈, 골든 조이스틱 어워즈 및 DICE 어워즈에서 후보에 올랐고, 여러 출판물의 2024년 연말 목록에 포함되었다.

## 게임플레이
드래곤 에이지: 더 베일가드는 싱글 플레이어 액션 롤플레잉 게임이다. 이전 게임에서는 플레이어의 역할 수행 선택이 저장 파일 또는 웹 애플리케이션인 드래곤 에이지 킵에서 가져와졌다. 베일가드에서는 플레이어가 인퀴지션에서 내린 세 가지 선택만을 선택할 수 있다. 크리에이티브 디렉터 존 에플러는 이전 게임에서 내린 결정이 베일가드의 이벤트에 크게 영향을 미치지 않았으며, 이는 게임 제작자들이 개별 플레이어가 내린 과거 선택을 "모순 없이 피할 수 있도록" 했다고 말했다.
캐릭터 생성 중 플레이어는 플레이어 캐릭터의 혈통 (인간, 드워프, 엘프, 쿠나리), 전투 직업 (로그, 마법사, 전사), 그리고 여섯 진영 중 하나와 연관된 캐릭터 배경을 선택할 수 있다. 원작의 기원 선택처럼, 이 진영은 게임 전반에 걸쳐 캐릭터의 경로를 설정한다. 이전 게임과 달리, 커스터마이징 옵션에는 신체 크기와 음성 또는 대명사 (she/her, he/him, they/them)와 독립적인 신체 부위 선택이 포함된다. 플레이어는 게임에 등장하는 드래곤 에이지: 인퀴지션의 플레이어 캐릭터와 다른 이전 드래곤 에이지 캐릭터들을 재구성할 수 있다.
세 명으로 구성된 전투 파티를 만들 수 있는 일곱 명의 동료 캐릭터가 있다. 시리즈의 이전 게임들과 달리, 플레이어는 전투에서 동료들을 직접 제어할 수 없다. 베일가드의 동료들은 범성애자로 묘사되어, 어떤 성별의 플레이어 캐릭터와도 로맨스가 가능하다. 그러나 부셰는 그들이 "플레이어 중심"이 아니며, 플레이어 캐릭터에게만 매력을 느끼는 것이 아니라고 말했다. 부셰는 또한 플레이어의 결정이 동료와의 관계에 영향을 미칠 수 있지만, 개발자들이 "그러한 관계 역학 속에 용서를 찾는 것을 구축했다"고 언급했다. 룩과 동료 사이의 유대감을 높이면 동료가 "더 강력해진다". 전투 시스템은 이제 실시간 액션 기반으로 바뀌었지만, 이전 드래곤 에이지 타이틀의 전술 전략 방식과는 달리 베일가드는 인퀴지션과 유사한 일시 정지 및 플레이 메커니즘을 여전히 사용한다.:35 그 게임의 오픈 월드 디자인 대신, 베일가드는 플레이어가 마법 포털을 통해 게임 세계를 돌아다니는 "허브 앤 스포크 디자인"을 사용하며, 접근 가능한 지역의 크기는 다양하다.:38

## 개요

### 설정

세팅의 주요 지역을 나타내는 테다스 지도. 베일가드는 주로 테다스의 북부 지역에서 발생한다.

이야기는 드래곤 에이지: 인퀴지션 사건으로부터 10년 후 시작된다. 이전 동료인 솔라스는 이제 그의 이전 가명인 페넬하렐, 즉 배신과 반란의 엘프 신으로 알려져 있으며, 물리적 세계와 영혼 및 악마의 세계인 페이드 사이의 형이상학적 경계인 베일을 파괴하려고 시도한다. 솔라스는 이전에 다른 엘프 신들이 권력을 남용하자 그들을 가두기 위해 베일을 만들었지만, 이제는 고대 엘프들을 페이드로부터 봉인하고 그들의 사회 몰락을 초래한 것에 대한 후회로 고대 엘프의 세계를 복원하려고 시도한다. 키크월의 자작인 배릭 테스라스와 인퀴지션의 수석 정찰대원인 레이스 하딩은 솔라스를 막기 위해 인퀴지션으로부터 임무를 받는다.
주인공 플레이어 캐릭터는 "룩"이며, 여섯 진영 중 하나의 구성원이다: 안티바의 암살단인 안티반 크로우즈; 안데르펠스에 본부를 둔 다크스폰과 싸우는 데 전념하는 그레이 워든스; 리베인 출신의 보물 사냥꾼 길드인 로드 오브 포춘; 네바라의 대규모 네크로폴리스 수호자들인 모운 워치; 부패와 노예 제도에 반대하는 테빈터 저항 세력인 쉐도우 드래곤즈; 또는 미개척 아를라탄 숲을 발견하는 데 전념하는 그룹인 베일 점퍼스. 룩은 자신의 진영의 명령을 불복종하고 긴장을 완화하기 위해 추방된 후, 솔라스를 찾는 바릭과 하딩에게 모집된다.
하딩 외에도 벨라라 루타레(베일 점퍼), 데이브린(그레이 워든), 엠리히 볼카린(모운 워쳐), 루카니스 델라모르테(안티반 크로우), 네이브 갈루스(쉐도우 드래곤), 태쉬(로드 오브 포춘) 등 여섯 명의 필수 동료가 있다.

### 줄거리
룩, 배릭, 하딩은 테빈터의 수도 민라스루스를 통해 솔라스를 추격한다. 네이브가 합류한 팀은 고대 엘프 제국의 옛 수도였던 아를라탄 숲에서 솔라스를 찾아내는데, 솔라스는 베일을 파괴하기 위한 의식을 수행할 계획이다. 룩이 의식을 방해하여 두 명의 엘프 신(엘가르난과 길란난)이 감옥에서 풀려나고 솔라스는 페이드에 갇힌다. 솔라스는 룩과 피로 연결되고, 배릭은 이 만남에서 심한 부상을 입는다.
엘가르난과 길란난은 테다스를 파괴하고 그 폐허 위에 새로운 엘프 제국을 건설하려는 목표로, 테빈터의 옛 신을 아치데몬으로 타락시킨 후 다크스폰의 대규모 이동인 블라이트를 이용할 계획이다. 룩은 솔라스의 옛 페이드 내 작전 기지인 등대에 거처를 정하고, 솔라스가 의식 중에 사용했던 리륨 단검을 회수한다. 고대 엘프들이 페이드 내에서 사용했던 통로인 크로스로드를 통해 여행하며, 룩은 북부 테다스 전역의 여러 진영의 도움을 받아 엘가르난과 길란난을 막으려 한다.
하딩과 네이브 외에 룩은 벨라라, 루카니스, 데이브린을 모집한다. 엘가르난과 길란난은 민라스루스와 안티바의 트레비소 시에 블라이트 드래곤을 보내 룩은 어느 도시를 구할지 선택해야 한다. 엠리히와 태쉬를 모집한 후 룩은 그레이 워든스의 본거지인 바이스하웁트에서 퍼스트 워든과 대면한다. 신들의 위험을 설득하지 못하자 룩은 그를 설득하거나 기절시키는데, 이때 바이스하웁트는 길란난과 부활한 아치데몬 라지칼레의 공격을 받는다. 워든스의 막대한 손실에도 불구하고 라지칼레는 죽임을 당하고 길란난은 필멸자가 된다.
룩은 엘가르난과 길란난이 다음 일식 전야에 티어스톤 섬에서 의식을 수행하여, 붉은 리륨 단검으로 베일을 뚫고 테다스를 블라이트로 뒤덮으려 한다는 것을 알게 된다. 인퀴지터의 도움으로 아군을 결집시킨 룩과 동료들은 티어스톤 섬을 습격하여 베나토리, 테빈터 우월주의자, 쿠나리의 군대인 안탐과 싸운다. 데이브린 또는 하딩 중 한 명이 자신을 희생하여 루카니스가 길란난에게 치명타를 날리게 한다. 솔라스는 룩을 배신하여 페이드 감옥에 가두고 리륨 단검을 빼앗는다. 룩은 동료들의 도움으로 탈출하는데, 이때 배릭이 솔라스에게 살해당했고 솔라스가 혈마법을 사용하여 룩의 사건 기억을 조작했음을 알게 된다. 엘가르난은 민라스루스로 퇴각하여 아르콘의 궁전을 점령하고 솔라스가 그 뒤를 쫓는다.
남아있는 동맹군들의 도움으로, 룩과 팀은 베나토리와 안탐의 요새화된 방어선을 뚫고 나아간다. 그들은 또한 엘가르난을 죽이면 베일이 붕괴될 것이고, 엘프 신이 베일을 유지하기 위해 베일에 묶여야 한다는 것을 알게 된다. 솔라스는 리륨 단검을 룩에게 넘겨주고 엘가르난과 그의 아치데몬 루사칸을 물리치는 것을 돕지만, 다시 그들을 배신하고 베일을 무너뜨리려 한다. 룩은 솔라스를 강제로 베일에 묶을 수 있는데, 그와 싸우거나 팀이 만든 복제 단검으로 그를 속이는 방법이 있다. 또는 솔라스를 설득하여 의식을 멈추고 자신의 실수를 속죄하기 위해 자발적으로 자신을 묶도록 할 수도 있다.

## 개발

### 초기 개발
드래곤 에이지 시리즈의 네 번째 주요 작품인 코드명 "조플린"의 개발은 2015년에 마이크 레이드로를 크리에이티브 디렉터로 시작되었다. 이 게임은 게임 세계인 테다스의 테빈터 제국 지역을 배경으로 하는, 더 작고 서사 중심적인 게임으로 기획되었다. 한 개발자에 따르면, 그들은 "드래곤 에이지: 인퀴지션보다 규모는 작지만 플레이어 선택, 동료, 반응성, 깊이 면에서 훨씬 더 큰, 매우 반응적인 게임"을 목표로 했다. 이 프로젝트는 진화하는 지역, 플레이어 선택에 따른 분기 미션, 강도 행위 등에 중점을 두었으며, 플레이어가 경비원을 설득하거나 강요할 수 있는 시스템적 서사 메커니즘을 포함했다.
새로운 드래곤 에이지의 개발은 2016년 말, 바이오웨어의 다른 게임인 매스 이펙트: 안드로메다와 앤섬의 개발 문제로 인해 중단되었다. 앤섬은 바이오웨어의 이전 싱글 플레이어 게임들과는 매우 다른 대규모 다중 사용자 온라인 게임이었다. 많은 드래곤 에이지 기여자들이 안드로메다 개발의 마지막 달에 투입되었고, 나머지는 나중에 앤섬 팀에 합류하여 "조플린"은 2017년 10월에 취소되었다. 레이드로를 포함한 여러 베테랑 드래곤 에이지 스태프는 2017년 조플린 취소에 대한 대응으로 회사를 떠났다.

### 프로젝트 재시작
2018년, 게임 개발은 코드명 "모리슨"으로 다시 시작되었다. 마크 달라는 총괄 프로듀서로 남았고, 매튜 골드먼은 2017년부터 2021년까지 프로젝트의 크리에이티브 디렉터 직책을 맡았다. 처음에는 앤섬의 코드를 기반으로 한 라이브 서비스 구성 요소를 포함했는데, 개발자들은 이것이 FIFA와 배틀필드와 같은 판매량이 높은 시리즈를 모방하려는 EA의 의도라고 느꼈다. 나중에 EA와 바이오웨어는 모리슨에서 예정된 멀티플레이어 구성 요소를 제거하고 싱글 플레이어 게임으로만 개발하기로 결정했다. 블룸버그 뉴스에 따르면, EA의 결정은 싱글 플레이어 게임 스타워즈 제다이: 오더의 몰락의 성공과 대규모 다중 사용자 온라인 앤섬의 실망스러운 판매량에 기반하여, 라이브 서비스는 2021년 2월에 종료되었다. 여러 개발자들은 멀티플레이어 드래곤 에이지 프로토타입이 이전 싱글 플레이어 게임들의 느낌이 부족하다고 생각했고, 멀티플레이어에서 벗어나는 변화를 지지했다. 멀티플레이어 모델을 포기하기로 결정한 후, 바이오웨어는 완전한 리셋 권한을 얻지 못했다. 대신, 개발팀은 18개월 내에 게임의 근본적인 구조와 서사를 즉석에서 변경해야 했다. 이러한 제약된 접근 방식은 제한된 플레이어 선택과 서사 깊이를 포함하여, 바이오웨어의 싱글 플레이어 게임과 전통적으로 연관된 기대와 충돌하는 요소를 유지한 최종 제품으로 이어졌다.
프로젝트가 재부팅되면서, 게임플레이는 갓 오브 워의 영향을 받은 실시간 액션 전투 게임플레이로 전환되었고, 이전 드래곤 에이지 게임에서 보이던 턴제 요소는 줄어들었다. 한스 짐머와 론 밸프가 게임의 사운드트랙을 작곡했으며, 인퀴지션의 작곡가인 트레버 모리스를 대체했다.

### 직원 변경 및 출시 후
긴 개발 기간은 많은 직원과 리더십 변화로 이어졌다. 2020년 12월 3일, 달라가 바이오웨어를 사임하고 바이오웨어 오스틴 스튜디오 책임자 크리스티안 데일리가 총괄 프로듀서로 부임했다. 골드먼은 2021년 11월까지 바이오웨어를 떠났고, 존 에플러가 크리에이티브 디렉터 자리를 이어받았다. 데일리는 2022년 2월에 바이오웨어를 떠났다. 코린 부셰가 게임 디렉터가 되었고, 브누아 울레가 제품 개발 디렉터, 맥 월터스가 프로덕션 디렉터가 되었다. 월터스는 다시 2023년 1월에 바이오웨어를 떠났다. 2023년 3월, 달라가 게임 컨설턴트로 복귀했으며, EA에 따르면 매스 이펙트 팀이 베일가드 제작에 합류했다.
2023년 8월, 바이오웨어는 베일가드와 다음 매스 이펙트 게임에서 일하는 50명을 해고했다. 여기에는 시리즈의 오리지널 작가 중 한 명이자 "배릭과 쿠나리를 만든" 공로를 인정받은 메리 커비가 포함되었다. PC 게이머는 "옛 시절의 베테랑들이 남아있지 않다는 말은 아니지만, 스튜디오의 최고의 히트작을 만든 그룹과는 매우 다른 사람들의 그룹을 보고 있다"고 평했다. 10월에는 그들 중 7명이 바이오웨어를 추가 보상으로 고소했으며, 바이오웨어의 기밀유지 협약으로 인해 베일가드에서의 작업을 포트폴리오에 추가할 수 없었다고 불평했다.
게임이 2024년 10월에 출시되면서, 게임에 치명적인 버그가 발생할 경우를 제외하고 2025년 1월에 게임의 활발한 개발이 종료되었다. 이전 작품들과는 달리, 이 게임은 DLC나 다른 주요 추가 출시 후 콘텐츠를 받지 않을 것이다. 베일가드 게임 디렉터 코린 부셰는 다른 회사에서 역할을 맡기 위해 바이오웨어를 떠났다. 바이오웨어는 1월 29일에 매스 이펙트 5에 집중하겠다고 밝히며 회사 구조 조정을 발표했다. 바이오웨어가 더 이상 여러 타이틀을 작업하지 않게 되면서, 매스 이펙트 5에 배정되지 않은 모든 직원은 EA 산하의 다른 스튜디오로 대여되었다. 여기에는 작가 셰릴 치가 모티브 스튜디오에 합류한 것이 포함되었고, EA는 나중에 인력 이동이 영구적이라고 발표했다. 트릭 위크스와 다른 오랜 바이오웨어 직원을 포함한 베일가드 팀의 여러 구성원들이 해고되었다.

## 마케팅
드래곤 에이지 4는 2018년 12월 더 게임 어워즈에서 발표되었다. 홍보 자료는 붉은 리륨(게임 세계관의 타락한 마법 에너지원)과 캐릭터 솔라스 – 드레드 울프 –를 게임 스토리의 중요한 요소로 보여주었다. 소셜 미디어 마케팅은 "드레드 울프가 일어난다"는 태그라인에 초점을 맞췄다.
2020년 8월, 게임스컴에서 컨셉 아트 영상이 공개되었다. 2020년 12월에는 티저 트레일러에 드워프 캐릭터 배릭 테스라스와 솔라스가 내레이터로 등장했다. 2021년 7월 EA 플레이 행사에서는 게임에 대한 정보가 전혀 공개되지 않았다. 벤추어비트의 제프 그러브는 "이번 EA 플레이에서 공개를 미룬 것은 단순히 퍼블리셔가 게임을 본격적으로 마케팅할 수 있는 위치에 놓기 위한 것"이며 "이는 아마 2022년에 시작될 것"이라고 평했다. 코타쿠의 애쉬 패리쉬는 개발 과정의 모든 변화를 고려할 때 "드래곤 에이지 4는 아직 세상에 공개될 준비가 되지 않았을 것"이며 "바이오웨어는 수년 동안 팬들에게 정보를 조금씩 흘려왔다"고 강조했다. 그러브는 2022년 1월 벤추어비트의 후속 기사에서 "EA는 프로젝트 마케팅 시작 시기를 결정하지 않았다"고 밝혔다.
2022년 6월, 게임의 제목은 드래곤 에이지: 드레드울프로 발표되었다. 더 버지의 패리쉬는 이 게임의 제목 공개가 "많은 팬들에게 흥미로웠다"고 강조했는데, 이는 솔라스를 다가올 게임의 적대자로 만들 뿐만 아니라 드레드울프를 프랜차이즈의 이전 작품들과 달리 직접적인 후속작으로 만들기 때문이다. 2023년 12월에 공개된 티저 트레일러에는 새로운 지역인 안티바, 리베인, 안데르펠스가 등장했다.
2024년 6월, 게임 제목은 드래곤 에이지: 더 베일가드로 변경되었다. 바이오웨어는 제목에 포함된 드레드울프가 게임의 일부로 남아있지만, 업데이트된 제목이 게임의 초점을 더 잘 반영한다고 설명했다. 바이오웨어 총괄 매니저 게리 맥케이는 제목 변경이 포커스 테스트 때문이 아니라고 밝혔다.
우리는 사실 드레드울프라는 이름을 고수하는 것이 더 안전한 선택이었을 것이라고 생각합니다. 결국 '드레드 울프'는 멋진 이름이니까요! 결국, 우리가 만들어낸 이 모험의 핵심인 동료들에게 진정성 있는 제목을 갖는 것이 가장 중요했습니다. 우리는 개발 과정 내내 각 동료를 위한 정말 놀라운 배경 스토리를 만들었으며, 이는 주요 서사와 의미 있는 방식으로 교차합니다.

제목 변경에 대해 피시게임스엔의 에드 스미스는 "새로운 드래곤 에이지의 소리와 그 캐릭터들과의 연결성에 대한 초점이 마음에 든다"며 "그 개념을 반영하는 이름이 적절하다고 생각한다"고 평했다. 반면 PC 게이머의 앤디 촐크와 Kotaku의 케네스 셰퍼드는 이름 변경을 싫어했다. 촐크는 베일가드가 "드레드울프처럼 아무것도 전달하지 못한다"며 "드레드울프라는 단어를 보면 본능적으로 뭔가 나쁜 일이 일어나고 있다는 것을 안다"고 느꼈다. 셰퍼드는 "드래곤 에이지: 인퀴지션과 같은 명명 규칙이 팀을 구성하는 것에 따라 이름이 지어졌다는 것을 이해하지만, 드레드울프는 인상적인 제목이었고 정말 그리울 것이다"라고 말했다.
동료들을 소개하는 트레일러가 공개된 후, PC 게이머의 로빈 발렌타인과 Rock, Paper, Shotgun의 에드윈 에번스-서웰은 이전 게임들과의 디자인 변화에 대해 우려를 표했다. 발렌타인은 동료들이 "서사적인 퀘스트보다는 배틀 패스에 더 적합해 보인다"고 생각했고, 에번스-서웰은 드래곤 에이지보다는 오션스 일레븐 느낌이 더 강하다고 공감했다. 애프터매스의 기타 잭슨은 "이상하고 나쁜" 동료 트레일러가 EA의 "오랜 유산"인 형편없는 마케팅의 일부라고 보았는데, "드래곤 에이지는 이전에 이런 희생양이 된 적이 있다"고 언급했다. 2024년 서머 게임 페스트에 참석하여 핸즈오프 게임플레이 데모를 경험한 비평가들은 다가올 게임에 대해 더 긍정적이었으며, 동료 트레일러가 게임을 정확하게 묘사하지 못했다고 느꼈다. 벤추어비트의 마이크 미노티는 "이상한 CG 트레일러에 겁먹지 말라"고 평했다. CNET의 션 부커와 VG247의 알렉스 도널드슨은 모두 매스 이펙트 게임을 떠올렸으며, 폴리곤의 매디 마이어스와 더 버지의 패리쉬는 캐릭터 생성의 업데이트된 커스터마이징 옵션이 돋보였다고 생각했다. 패리쉬는 "1시간의 핸즈오프 게임플레이로는 게임의 고통스러운 개발 주기가 품질에 영향을 미쳤다는 지속적인 우려를 완전히 불식시키기에는 부족하다"며 "하지만 나는 드래곤 에이지 시리즈를 알고 있고, 내가 나눈 대화와 본 작은 부분들을 바탕으로 판단할 때, 혼란에도 불구하고 바이오웨어는 여전히 제대로 해냈다고 느낀다"고 말하며 최종 제품에 대한 "최종 판단"을 유보했다.
2024년 10월 31일, 드래곤 에이지: 더 베일가드는 플레이스테이션 5, Windows, Xbox Series X/S로 출시되었다. 2024년 드래곤 에이지 데이를 맞아 바이오웨어는 플레이스테이션 5, Windows, Xbox Series X/S에서 베일가드의 캐릭터 생성기 무료 독립 실행형 버전을 출시했다. 플레이어는 구매 후 루크의 캐릭터를 정식 게임으로 전송할 수 있다.

### 연계 미디어
드래곤 에이지: 테빈터 나이츠는 베일가드로 이어지는 사건의 전편 역할을 하는 테다스를 배경으로 한 단편 소설 앤솔러지이다. 이 책은 2020년 3월 10일에 출판되었다. 폴리곤의 수사나 폴로는 이 책이 "일반적인 진영, 일부 NPC, 심지어 몇몇 동료들이 확고히 개발 중이던 시기에 쓰여진 것이 분명하다"고 언급했는데, 이들은 모두 공식 발표되기 "수년 전"에 앤솔러지에 등장하기 때문이다. 폴로는 앤솔러지가 게임 출시 전 "관련된" 드래곤 에이지 캐논의 "훌륭한 초상"이지만, 테빈터 나이츠의 단점은 "2020년과 베일가드 출시 사이에 일부 세부 사항이 변경되었을 수 있다"는 점이라고 설명했다.
드래곤 에이지: 미싱은 조지 맨이 쓰고 다크 호스 코믹스에서 2023년 1월 25일부터 5월 10일까지 출판된 4부작 리미티드 시리즈 만화이다. 이 전편은 배릭 테스라스와 레이스 하딩이 다크 로드로 이어지는 단서를 따라 솔라스에 대한 계속적인 조사를 다룬다. 여러 베일가드 동료들이 이 시리즈에 등장한다.
드래곤 에이지: 맹세와 복수(Vows & Vengeance)라는 제목의 연계 판타지 팟캐스트가 2024년 8월 29일부터 10월 17일까지 매주 공개되었다. 8부작 오디오 드라마는 게임의 배경 이야기에 초점을 맞추고 있으며, 각 에피소드는 다른 베일가드 동료를 다룬다. 이 팟캐스트는 2025년 웨비상에서 두 개의 팟캐스트 부문("최우수 한정 시리즈" 및 "오리지널 음악 작곡/사운드 디자인")에서 명예상 수상자로 선정되었다.

## 평가

### 비평
드래곤 에이지: 더 베일가드는 리뷰 애그리게이터 웹사이트 메타크리틱에 따르면 Windows, Xbox Series X/S, 플레이스테이션 5 버전에서 "대체로 호의적인" 평가를 받았다. 오픈크리틱은 평론가 중 71%가 이 게임을 추천했다고 밝혔다. 베일가드는 메타크리틱에서 "워크"하다고 비판하는 사용자들의 리뷰 폭탄 공격을 받았다. 일부 매체에서는 사용자가 게임을 플레이한 후에만 리뷰를 남길 수 있는 스팀의 베일가드 사용자 리뷰가 "대체로 긍정적"인 평가를 받았다고 언급했다. 이에 메타크리틱은 욕설 리뷰를 삭제하는 중재 시스템을 강조했다.
롤링 스톤의 헤이즈 매드슨은 베일가드를 "프랜차이즈의 새로운 시작"이자 "사실상 소프트 리셋"이라고 불렀다. IGN의 레아나 하퍼도 비슷하게 "이야기가 송별과 소프트 리부트의 느낌을 동시에 주는데, 이는 역설적으로 신선하면서도 동시에 실망스러웠다"고 평했다. 그녀는 또한 인퀴지터가 "꽤 중요한 캐릭터"로 돌아오는 것이 "멋지다"고 생각했다. NPR의 앤디 비커턴은 이 게임을 "잘 구현된 액션 RPG"로 보았다. 그러나 그는 이전 플레이어의 서사적 선택을 포함하지 않은 결정이 "실망스러웠다"고 말하며, "이러한 잠재력 낭비와 톤의 불일치가 베일가드의 거의 10년간에 걸친 힘든 제작 과정에서 비롯되었음을 쉽게 알 수 있다"고 언급했다. PC 게이머의 로렌 모턴은 간소화되고 "가장 흔한 RPG 마찰"이 제거된 것이 단점이라고 생각했으며, "어떤 순간에는 RPG라기보다 액션 어드벤처처럼 느껴질 수 있다"고 지적했다.
비평가들은 게임의 스토리에 대해 엇갈린 평가를 내렸다. IGN의 매트 퍼슬로우는 베일가드가 "자신과 전쟁 중"이라고 말했는데, 이 게임이 첫 번째 직접적인 속편임에도 불구하고 프랜차이즈의 과거를 탐구하는 데 관심이 없었고, 솔라스나 배릭과 같은 주요 캐릭터들을 뒷전으로 밀어냈다고 느꼈기 때문이다. 가디언의 말린디 헤트펠드는 베일가드의 "놀랍도록 평범한" 글쓰기를 언급하며, 주인공 룩을 "의견을 가진 사람"이라기보다는 재치 있는 관찰자로 묘사했다. 그녀는 또한 "코믹하게 사악한" 새로운 악당 신들이 "더욱 매력적인" 솔라스에 비해 실망스럽다고 생각했다. 하퍼는 베일가드의 진행이 "이상하고", 전체적인 줄거리가 "전체적인 구조에서 특별히 뛰어나지 않다"며, 유일하게 흥미로운 요소는 솔라스라고 평했다. 매드슨은 솔라스가 "보조 주인공"이며, 게임은 그의 선택, 그 영향, 그리고 "룩으로서의 여정이" 그의 여정을 "어떻게 반영하는지"에 초점을 맞춘다고 주장했다. 더 버지의 애쉬 패리쉬는 솔라스의 아크가 오랜 적대감에도 불구하고 그를 죽이고 싶었던 자신의 욕망을 어떻게 전복시켰는지에 대해 높이 평가했다. 그녀는 바이오웨어가 "악당의 배경 이야기에서 일반적으로 그렇듯 그의 행동을 부드럽게 하지 않으면서도, 내가 다른 선택을 할 수밖에 없다고 느끼도록 그의 이야기 아크를 만들었다"고 칭찬했다. 평론가들은 플레이어의 선택이 서사에 얼마나 중요한지에 대해 엇갈린 의견을 보였다, 일부는 주요 결정이 "거의 없고 드물다"고 평가했다.
매드슨은 베일가드가 플레이어가 만든 룩과 게임의 동료들을 보여주는 데 세심한 주의를 기울인 점을 칭찬하며, 캐릭터들이 "훌륭하게 쓰여졌고 스토리에 잘 통합되었다"고 평했다. 폴리곤의 토드 하퍼는 동료들이 게임의 핵심이라고 강조하며, 그들이 "최고의 방식으로 기이하고 특이하다"고 언급했다. Them의 카즈마 하시모토는 표면적으로 동료들이 "판타지 클리셰와 트로프"처럼 느껴지지만, 신뢰를 얻으면 "평범한 사람들"에게 더 가까운 "평범한 순간들"을 드러낸다고 언급했다. 그는 또한 동료들과 상호작용하는 로맨스 및 비로맨스 옵션을 모두 칭찬했다. 하퍼는 동료들이 각자 "자신만의 이야기의 주인공"이며 "복잡하고 기억에 남으며 호감 가고 독특한 개성"을 가졌다는 점을 높이 평가했지만, 전투에서는 플레이어 캐릭터의 확장처럼 느껴지는 점이 실망스러웠다고 말했다. 패리쉬는 동료들의 "재미있는 농담"을 즐겼고, 베일가드의 로맨스 옵션을 칭찬하며, 이전 드래곤 에이지 게임들과 달리 플레이어가 로맨스 경로에 고정될 때 명시적으로 표시된다는 점을 강조했다. 반대로 스포츠 일러스트레이티드의 올리버 브랜트(Oliver Brandt)는 모든 동료를 플레이어의 성별 표현과 관계없이 로맨스 가능하게 만든 선택을 다른 드래곤 에이지 게임들보다 "작은 퇴보"로 보았다. PC 게이머의 하비 랜들(Harvey Randall)은 플레이어가 룩의 성 정체성에 대해 논의하기로 선택했을 때 룩의 로맨틱 대화에 미묘한 차이가 부족하다고 지적했다. 모턴은 동료들에게 미묘한 차이와 개별적인 성격 부여가 부족하다고 비판했으며, "좋은 사람들이 위대한 캐릭터를 만들지는 못한다"고 언급했다. 그녀는 또한 "기능적인 불만 메커니즘"과 대인 관계 그룹 갈등이 부족하다고 비판했다.
베일가드는 일반적으로 포괄적인 캐릭터 생성기와 트랜스젠더 및 논바이너리 캐릭터의 표현에 대해 칭찬을 받았다. IGN의 앨리사 모라는 캐릭터 생성기의 "신체 다양성"을 강조하며, "선택지가 거의 무한하다"고 말했다. Inverse의 로빈 비아와 브랜트는 태쉬의 스토리 아크를 칭찬했으며, 브랜트는 바이오웨어가 이전에 "퀴어 이야기에 손댔지만", 베일가드는 "더 나아가 가장 매력적인 캐릭터 중 한 명을 논바이너리라고 부끄럼 없이, 노골적으로 부르고 있다"고 언급했다. 비아는 베일가드의 "영리한 글쓰기"가 트랜스젠더 표현을 다루는 데 있어 인정받았다고 평했다. 그러나 그녀는 커밍아웃 내러티브를 "쉬운 길"이라고 비판했고, 룩의 성 정체성이 태쉬의 스토리라인 외에는 충분히 탐구되지 않아 "완전히 실현된 트랜스 캐릭터"처럼 느껴지지 않는다고 생각했다. TheGamer의 스테이시 헨리는 인퀴지션의 크렘과 비교하여 태쉬의 이야기에서 현대 언어를 의도적으로 사용한 점을 높이 평가했지만, 이 언어가 잠재적으로 "몰입을 깨뜨린다"는 이유로 관객들 사이에서 논쟁의 여지가 있었다고 지적했다. 랜들은 더 비판적이었는데, 베일가드가 논바이너리 캐릭터에 초점을 맞춘 서사적 측면에서 "성공과 실패를 모두 겪었다"고 언급했으며, 전반적으로 "산발적이고 서투르며 미흡한" 글쓰기가 "판타지 맥락에서 퀴어 언어를 사용하는" 방식에 영향을 미친다고 말했다. 그는 "논바이너리"라는 단어를 테다스 문화와 연결하는 가상의 어원이 부족한 것이 문제라고 생각했으며, 이는 게임이 "자체 설정의 정치에 거의 관심이 없는" 더 넓은 스토리 문제들을 반영한다고 지적했다.
비평가들은 베일가드의 그래픽과 레벨 디자인을 일반적으로 칭찬했지만, 게임의 전투에 대해서는 엇갈린 평가를 내렸다. 비커턴은 베일가드의 가장 강력한 특징은 액션 게임플레이이며, "전투와 파티 구성을 마스터하는 것은 처음부터 끝까지 철저히 보람 있는 경험이다"라고 썼다. 그는 또한 게임의 "접근성과 난이도 설정"이 캐주얼 플레이어에게도 환영받는다고 강조했다. 헤트펠드는 베일가드의 전투가 기능적이지만 반복적이며, "전략의 여지가 많지 않고", 다른 여러 게임과 유사하다고 보았다. 하퍼는 전투의 하이라이트가 보스전이라고 말했다. 패리쉬는 콤보 시스템, 무기의 새로운 원소 효과, 그리고 플레이어 마법사가 근거리와 원거리를 전환할 수 있는 능력을 칭찬하며 "역동적이고 거의 혼란스러운 에너지"를 만들어냈다고 평했다. 그러나 그녀는 "여러 체력 바를 가진 튼튼한 적들이 파도처럼 몰려오는" 전투의 길이를 비판했다. 하퍼는 전투가 "들쭉날쭉"했으며, 콤보 시스템이 인퀴지션과 매스 이펙트 게임보다 덜 복잡하다고 생각했다. 하퍼는 게임이 "시각적으로 화려하다"고 말했으며, 패리쉬는 "그래픽적으로 아름답다"고 평했다. 패리쉬는 "동료들과 환경은 디자인 면에서 매혹적이다"라고 말했다. 비커턴은 레벨 디자인이 인퀴지션의 "평범한 오픈 지역"보다 개선되었으며, "유용한 전리품과 영향력 있는 줄거리를 보상하는" 깊이 있는 사이드 퀘스트를 칭찬했다. 모턴은 각 지역의 "놀라운 시각적 디자인"이 베일가드의 뛰어난 특징이라고 보았다. 그녀는 인퀴지션의 "거대한 지역"을 제거하고 "더 제약된 구불구불한 통로와 개방된 공간 지도"를 갖춘 것이 더 낫다고 생각했다.

### 판매
출시 직후, 베일가드는 스팀 글로벌 탑셀러 차트에서 1위를 차지했으며, 개시 주말 동안 85,000명 이상의 동시 접속 플레이어를 기록했다. 이는 바이오웨어 게임 중 스팀에서 가장 많은 플레이어 기록을 깼으며, "스타워즈 제다이 게임을 능가하는 모든 싱글 플레이어 EA 게임 중 가장 높은 피크"를 기록했다. TheGamer의 리아넌 베반은 스팀 수치가 바이오웨어의 최근 출시작들과 비교하여 게임이 좋은 성과를 보이고 있다고 시사한다고 썼다. 영국에서는 베일가드가 판매 차트에서 7위로 데뷔했다. 미국에서는 6위로 데뷔했다.
2025년 1월, EA는 베일가드가 2024년 12월 31일로 끝나는 3개월 동안 150만 명의 플레이어를 "참여"시켰으며, 이는 예상치보다 거의 절반가량 낮은 수치라고 발표했다. 같은 달, EA는 EA 스포츠 FC 25의 저조한 실적과 연말 실적 발표 후 주가 18% 하락을 보고했다. EA CEO 앤드루 윌슨은 베일가드가 높은 품질의 출시였고 호평을 받았지만, EA의 싱글 플레이어 게임이 "핵심 청중을 넘어" "공유 세계 기능과 더 깊은 참여"를 제공해야 할 수도 있다고 추측했다.

### 수상
드래곤 에이지: 더 베일가드는 골든 조이스틱 어워즈에서 올해의 궁극 게임(Ultimate Game of the Year) 후보에 올랐다. 에퀴녹스 라탐 게임 어워즈(Equinox Latam Game Awards)에서 이 게임은 최우수 내러티브(Best Narrative) 및 최우수 RPG(Best RPG) 후보에 지명되었다. 베일가드는 올해의 게임을 포함하여 제5회 캐나다 게임 어워즈(Canadian Game Awards)에서 10개 부문 후보에 올랐다. 이 게임은 2024년 여러 매체의 연말 목록에 이름을 올렸는데, 여기에는 타임 (1위), Associated Press (4위), GamesRadar+ (3위) 등이 포함된다. 베일가드는 GamesRadar+에서 2024년 최우수 RPG로도 선정되었다.
| 연도 | 시상식                           | 부문                                                      | 결과   | Ref.            |
| ---- | -------------------------------- | --------------------------------------------------------- | ------ | --------------- |
| 2024 | 골든 조이스틱 어워즈             | 올해의 궁극 게임                                          | 후보   | [ 122 ]         |
| 2024 | 더 게임 어워즈                   | 접근성 혁신                                               | 후보   | [ 129 ]         |
| 2024 | 타이타늄 어워즈                  | 최우수 내러티브 디자인                                    | 후보   | [ 130 ]         |
| 2025 | 제28회 연례 D.I.C.E. 어워즈      | 올해의 롤플레잉 게임                                      | 후보   | [ 131 ] [ 132 ] |
| 2025 | 제25회 게임 개발자 선택 어워즈   | 최우수 기술                                               | 장려상 | [ 133 ]         |
| 2025 | 제25회 게임 개발자 선택 어워즈   | 사회적 영향                                               | 장려상 | [ 133 ]         |
| 2025 | 제21회 영국 아카데미 게임 어워즈 | 애니메이션                                                | 후보   | [ 134 ] [ 135 ] |
| 2025 | 제21회 영국 아카데미 게임 어워즈 | 음악                                                      | 후보   | [ 134 ] [ 135 ] |
| 2025 | 제21회 영국 아카데미 게임 어워즈 | 내러티브                                                  | 후보   | [ 134 ] [ 135 ] |
| 2025 | 제36회 GLAAD 미디어 어워즈       | 최우수 비디오 게임                                        | 수상   | [ 136 ] [ 137 ] |
| 2025 | 웨비상                           | 최우수 음악/사운드 디자인, 게임 기능 (AI, 몰입형 및 게임) | 수상   | [ 138 ] [ 139 ] |
| 2025 | 웨비상                           | 최우수 사용자 경험, 게임 기능 (AI, 몰입형 및 게임)        | 후보   | [ 140 ] [ 139 ] |
| 2025 | 웨비상                           | 기술적 성과, 게임 기능 (AI, 몰입형 및 게임)               | 후보   | [ 141 ] [ 139 ] |
| 2025 | 휴고상                           | 최우수 게임 또는 인터랙티브 작품                          | 미정   | [ 142 ]         |

## 내용주
1. ↑  총 74개의 리뷰 중 점수가 매겨진 리뷰 70개 기준
2. ↑  총 39개의 리뷰 중 점수가 매겨진 리뷰 38개 기준
3. ↑  총 14개의 리뷰 중 점수가 매겨진 리뷰 12개 기준
4. ↑  리뷰 145개 기준
5. ↑  EA는 "참여"를 정의하지 않았다. IGN은 EA가 EA의 플레이 프로(Play Pro) 구독 서비스를 통한 판매량 또는 플레이어 획득을 구분하지 않는다고 강조한다.[116]